# Rose Thompson
Rose Ellen Thompson (gift Gillis), född 6 oktober 1902 i Woolwich sydöstra London, Storbritannien, död (uppgift saknas), var en brittisk friidrottare med löpgrenar som huvudgren. Thompson var världsrekordhållare och blev guldmedaljör vid den andra ordinarie damolympiaden 1926 och var en pionjär inom damidrott.

## Biografi
Rose Thompson föddes 1902 i området West Plumstead i stadsdelen Woolwich sydöstra Storlondon i England. I ungdomstiden blev hon intresserad av idrott och började spela landhockey, senare började hon med kortdistanslöpning och häcklöpning. Senare var Rose en av grundarna till damidrottsföreningen "Manor Park Ladies" (namnbyte 1924 till "Essex Ladies" och 1998 till "Woodford Green with Essex Ladies"), hon tävlade för klubben under hela sin aktiva tid.
1923 tog hon silvermedalj i löpning 100 yards (efter Mary Lines) vid de första officiella engelska nationella mästerskapen i friidrott för damer på Oxo Sport Grounds i London 18 augusti.
Den 23 september samma år satte Thompson (inofficiellt) världsrekord i löpning 100 yards under en landskamp mot Frankrike i Paris, under samma tävling satte hon även världsrekord i stafett 4 x 200 meter och stafett 4 x 220 yards (med Vera Palmer, Rose som andre löpare, Eileen Edwards och Gladys Elliott).
1924 deltog Thompson vid Damolympiaden 1924 den 4 augusti på Stamford Bridge i London där hon guldmedalj i löpning 100 yards före Eileen Edwards och Marguerite Radideau.
I juli 1925 blev hon brittisk mästare i löpning 100 yards vid tävlingar på Stamford Bridge i London.
1926 deltog Thompson deltog vid den andra damolympiaden 27–29 augusti i Göteborg, under idrottsspelen vann hon guldmedalj i stafettlöpning 4 x 110 yards (med Dorothy Scouler, Florence Haynes, Eileen Edwards och Rose som fjärde löpare) med officiell världsrekordtid. Under samma tävling tog hon även silvermedalj i löpning 100 yards och bronsmedalj i löpning 60 meter.
1929 satte Thompson även världsrekord på 10 x 100 meter för klubblag (med Rose som förste löpare, Muriel Cornell, Elsie Maguire, Eileen Hiscock, Marion King, Daisy Ridgley, Winifred Weldon, G Lewis, Audrey Brown och Ethel Scott) vid tävlingar i Mitcham 14 september.
Thompson gifte sig kring 1929 med Jack Gillis och drog sig tillbaka från tävlingslivet. Thompson var sedan aktiv funktionär inom friidrotten under många år, bland annat vid Brittiska imperiespelen 1938 och Europamästerskapen i friidrott 1938.
1984 instiftades idrottspriset "WAAA Rose Gillis Trophy for Women’s Pole Vault".